# Керетяни та пелетяни
Керетяни та пелетяни у перекладі Огієнка або керетії та пелетії у перекладі Хоменка (іврит — הכרתי והפלתי або כרתי ופלתי; кереті та пелеті) — дві етнічні або соціальні групи, що згадуються в Біблії при дворі царів Давида і Соломона. Біблеїсти часто пов'язують ці групи з філістимлянами.

## Теорії походження та функцій
Зі зіставлення 1Цар 30:14 (נגב הכרתי‎) з Єз 25:16 та Соф 2:5 видно, що керетяни (כרתים‎) населяли (південну) частину філістимських земель. Що стосується пелетян, то швидше за все, це назва Єрахмелітського клану (див. Єрахмеель), який згадується в 1 Хрон 2:33 під індивідуальним ім'ям פלת‎.
На думку О. Сафронова, «кереті» — «критяни», тобто ахейці, а «пелеті» — філістимляни, чиє походження Старий Завіт також пов'язував з Критом. Він вказує на те, що слід брати до уваги контекст згадки цих народів, через кілька сотень років після зникнення Мікенської цивілізації та переселення «народів моря», коли ці народи вже зазнали сильної асиміляції, і їх походження потроху забувалося.
Гіпотезу, що «пелеті» (פלתי)‎ — це асиміляція назви філістимлян (פלשתי‎) з метою співзвуччя зі словом «кереті» (כרתי‎), біблеїсти висунули ще у 19 столітті, але її підтримують не всі дослідники.
З іншого боку, карії (які згадуються, наприклад, у 2 книзі Царів 11:4 та 11:19, можуть бути ідентичними керетянам, якщо назва останніх є спотвореною назвою перших. Якщо це так, це означає, що ізраїльтяни ще користувалися послугами цих найманців у часи цариці Аталії.
Так само скептично поставилися дослідники Біблії до спроб вивести етимологію цих слів (очевидно, іноземних) з івриту, тобто керетяни — «виконавці смертних вироків», а пелетяни — «скороходи».

## Участь в історичних подіях
Вперше згадуються у 2-ой книзі Царів (4 Царств), у зв'язку з тим, що главою над ними був поставлений Ванея, син Йодая (2 Цар 8:18, 20:23).
Під час заколоту Авесалома не приєдналися до повсталих і супроводжували царя Давида під час втечі (2 Цар 15:18). Пізніше брали участь у придушенні заколоту Савея, сина Біхрі (2 Цар 20:7).
Під час передачі влади від царя Давида Соломону та конфлікту між прихильниками Соломона та іншого сина Давида, Адонії, керетяни та пелетяни підтримали Соломона (3 Цар 1:38—44).

## Перелік згадування у Біблії

### Тільки керетяни
- 1 Самуїла (1 Царств) 30:14
- Софонія 2:5
- Єзекіїл 25:16

### Керетяни та пелетяни
- 2 Самуїла (2 Царств) 8:18
- 2 Самуїла (2 Царств) 15:18
- 2 Самуїла (2 Царств) 20:7
- 2 Самуїла (2 Царств) 20:23
- 1 Царів (3 Царств) 1:38
- 1 Царів (3 Царств) 1:44
- 1 Хронік 18:17